# SummerSlam (2025)
SummerSlam (2025), promowany również jako SummerSlam: New Jersey – trzydziesta ósma gala wrestlingu w chronologii cyklu SummerSlam, wyprodukowana przez federację WWE dla zawodników z brandów Raw i SmackDown. Odbyła się 2 i 3 sierpnia 2025 w MetLife Stadium w East Rutherford w stanie New Jersey. Raperka Cardi B pełniła rolę gospodyni wydarzenia.
Było to pierwsze SummerSlam, które odbyło się przez dwie noce, co wcześniej było zarezerwowane tylko dla WrestleManii od 2020 roku. Było to również pierwsze SummerSlam transmitowane w serwisie Netflix na większości rynków międzynarodowych po połączeniu WWE Network w ramach platformy w styczniu 2025 roku na tych obszarach. Było to trzecie wydarzenie WWE, które odbyło się na MetLife Stadium, po WrestleManii 29 i WrestleManii 35, odpowiednio w 2013 i 2019 roku. Było to również trzecie Summerslam, które odbyło się w East Rutherford w stanie New Jersey po wydarzeniach z 1997 i 2007 roku. Wydarzenie to było również ostatnim występem Johna Ceny na SummerSlam jako występującego w ringu z powodu jego przejścia na emeryturę z profesjonalnego wrestlingu pod koniec 2025 roku.
Karta zawierała łącznie 13 walk. W walce wieczoru pierwszej nocy, CM Punk pokonał Gunthera, aby wygrać World Heavyweight Championship z Raw, po czym Seth Rollins wykorzystał swój kontrakt Money in the Bank i pokonał Punka, aby zdobyć tytuł. W innych ważnych walkach, Tiffany Stratton pokonała Jade Cargill, aby zachować WWE Women’s Championship ze SmackDown, a w walce otwierającej Roman Reigns i Jey Uso pokonali Brona Breakkera i Bronsona Reeda.
W walce wieczoru drugiej nocy, Cody Rhodes pokonał Johna Cenę w Street Fightcie, aby wygrać Undisputed WWE Championship ze SmackDown. W innych ważnych walkach, Dominik Mysterio pokonał AJ Stylesa, aby zachować WWE Intercontinental Championship z Raw, The Wyatt Sicks (Dexter Lumis i Joe Gacy) wygrali Six-Pack Tables, Ladders and Chairs match, aby zachować WWE Tag Team Championship ze SmackDown, a w walce otwierającej Naomi pokonała Rheę Ripley i Iyo Sky w triple threat matchu, aby zachować Women’s World Championship z Raw. Druga noc wydarzenia była godna uwagi ze względu na niespodziewany powrót Brocka Lesnara, który był na przerwie od WWE od SummerSlam w 2023 roku po tym, jak został wymieniony w skandalu związanym z handlem seksualnym Vince’a McMahona.

## Produkcja

### Tło
SummerSlam to coroczna gala wrestlingu tradycyjnie organizowana w sierpniu przez WWE od 1988 roku. Nazwane „Największą Galą Lata”, jest jedną z pięciu największych gal promocji w ciągu roku, obok WrestleManii, Royal Rumble, Survivor Series i Money in the Bank, określanych jako „Wielka Piątka”. Spośród nich uważane jest za drugą największą galę WWE w roku, zaraz po WrestleManii.
26 września 2024 roku, we współpracy z New Jersey Sports and Exposition Authority (NJSEA), WWE ogłosiło 38. galę SummerSlam, która odbędzie się przez dwie noce w sobotę 2 sierpnia i niedzielę 3 sierpnia 2025 roku na MetLife Stadium w East Rutherford w stanie New Jersey. Stadion MetLife był wcześniej gospodarzem WrestleManii 29 i WrestleManii 35, odpowiednio w 2013 i 2019 roku. Będzie to pierwsze dwudniowe SummerSlam, chociaż WWE wcześniej ogłosiło, że wydarzenie rozszerzy się na dwie noce, począwszy od edycji 2026 w Minneapolis. Wcześniej tylko WrestleMania odbyła się jako dwudniowe wydarzenie WWE od WrestleManii 36 w 2020 roku (pierwotnie zrobione jako środek ostrożności z powodu pandemii COVID-19, zanim stało się trwałe wraz z WrestleManią 37 w następnym roku). W wydarzeniu wezmą udział zapaśnicy z brandów Raw i SmackDown, z raperką Cardi B służącą jako gospodyni wydarzenia.
Aby pomóc w zabezpieczeniu wydarzenia, NJSEA przeznaczyła 7,125 mln USD z przydziału funduszy federalnych New Jersey w ramach ustawy o amerykańskim planie ratunkowym z 2021 roku (ARP), w szczególności z funduszu przeznaczonego na pomoc dla branż dotkniętych pandemią COVID-19, w tym podróży i turystyki. NJSEA powiedziała, że spodziewa się, że wydarzenie wygeneruje 80 milionów dolarów wpływu gospodarczego na region. Gazeta Bergen The Record poinformowała, że 6,24 mld USD całkowitych funduszy, które New Jersey otrzymało w ramach ARP, musiało zostać przydzielone do końca 2024 roku i wydane przed końcem 2026 roku, i zauważyła, że „wciąż są pieniądze do wykorzystania”.
W ramach weekendu SummerSlam, WWE zaplanowało wydarzenie komediowe o nazwie WWE Late Night, które miało być prowadzone przez komika Tony’ego Hinchcliffe’a w Bergen Performing Arts Center w Englewood w stanie New Jersey po zakończeniu sobotniego SummerSlam; jednak 25 lipca posiadacze biletów zostali powiadomieni, że wydarzenie zostało odwołane i dokonano zwrotu pieniędzy.

### Punkty nadawcze
Oprócz emisji w tradycyjnym systemie pay-per-view na całym świecie, SummerSlam będzie dostępne do transmisji na żywo w Peacock w Stanach Zjednoczonych, Netflix na większości rynków międzynarodowych oraz WWE Network we wszystkich pozostałych krajach, które nie zostały jeszcze przeniesione do Netflix z powodu wcześniej obowiązujących umów. To pierwsze SummerSlam transmitowane na żywo w serwisie Netflix po fuzji WWE Network w ramach usługi w styczniu 2025 roku na tych obszarach. Kilka wybranych terytoriów, które nadal mają samodzielną sieć WWE Network, ostatecznie połączy się z Netflix po wygaśnięciu wcześniej obowiązujących umów. WWE nawiązało również współpracę z Fandango, aby transmitować PPV WWE i wydarzenia na żywo w wybranych kinach w Stanach Zjednoczonych, począwszy od SummerSlam 2025, które będzie dostępne wyłącznie w wybranych kinach Regal Cinemas; wydarzenia po SummerSlam zostaną rozszerzone na inne sieci kin.

### Rywalizacje
SummerSlam oferowało walki profesjonalnego wrestlingu z udziałem wrestlerów należących do brandów Raw i SmackDown. Oskryptowane rywalizacje (storyline’y) kreowane będą podczas cotygodniowych gal Raw i SmackDown. Wrestlerzy są przedstawieni jako heele (negatywni, źli zawodnicy i najczęściej wrogowie publiki) i face’owie (pozytywni, dobrzy i najczęściej ulubieńcy publiki), którzy rywalizują pomiędzy sobą w seriach walk mających budować napięcie. Kulminacją rywalizacji jest walka wrestlerska lub ich seria.

#### Pojedynek o Undisputed WWE Championship
Podczas Night of Champions odbyły się finały King i Queen of the Ring, których zwycięzcy otrzymali walkę o mistrzostwo świata swojego brandu na SummerSlam. Finał King of the Ring został wygrany przez Cody’ego Rhodesa ze SmackDown, podczas gdy w walce wieczoru Night of Champions John Cena zachował Undisputed WWE Championship; potwierdziło to, że Rhodes rzuci wyzwanie Cenie o tytuł na SummerSlam, ustawiając rewanż z walki wieczoru drugiej nocy WrestleManii 41, gdzie Cena pokonał Rhodesa, aby zdobyć tytuł po ingerencji Travisa Scotta. Podczas podpisywania kontraktu na SmackDown 18 lipca, Cena próbował wymigać się od podpisania kontraktu, aby nie musiał mierzyć się z Rhodesem na SummerSlam, ale po bójce Rhodes zmusił go do podpisania kontraktu, a następnie ujawnił drobnym drukiem, że ta walka będzie Street Fightem.

#### Pojedynek o WWE Women’s Championship
W finale Queen of the Ring wygrała Jade Cargill ze SmackDown, potwierdzając tym samym, że będzie walczyć o WWE Women’s Championship na SummerSlam, podczas Evolution w następnym miesiącu, Tiffany Stratton zachowała WWE Women’s Championship ze SmackDown, potwierdzając tym samym, że Cargill zmierzy się ze Stratton o tytuł na SummerSlam.

#### Randy Orton i Jelly Roll vs. Drew McIntyre i Logan Paul
W odcinku SmackDown z 4 lipca, Drew McIntyre powrócił w swoim pierwszym występie od Saturday Night’s Main Event XXXIX, przerywając Randy’emu Ortonowi wyśmiewając go za to, że nie uderzył głową Cody’ego Rhodesa w finale turnieju King of the Ring podczas Night of Champions, stwierdzając, że legenda Ortona nie żyje. Po wymianie zdań Orton wykonał RKO na McIntyre’ie. W następnym odcinku piosenkarz country Jelly Roll wykonywał swoją piosenkę „Liar”, kiedy przerwał mu Logan Paul, który stwierdził, że nikt nie chce widzieć outsidera w WWE. Orton przerwał, żądając od Paula okazania szacunku Rollowi, a następnie McIntyre wykonał Claymore Kick na Ortonie, podczas gdy Paul zaatakował Ortona, dopóki Roll go nie odciągnął. Paul następnie zniszczył zestaw Rolla. Dzień później na Saturday Night’s Main Event XL, Orton, któremu towarzyszył Roll, pokonał McIntyre’a, któremu towarzyszył Paul. Po meczu Paul zaatakował Ortona, a Roll wykonał ratunek, po czym został zaatakowany Claymore Kickiem przez McIntyre’a. Później Roll stwierdził, że chciałby zarówno McIntyre’a, jak i Paula w walce, a Orton zasugerował, że walka powinien odbyć się na SummerSlam. Następnie potwierdzono, że Roll i Orton zmierzą się z McIntyrem i Paulem w tag team matchu podczas tego wydarzenia.

#### Pojedynek o World Heavyweight Championship
Na Raw z 14 lipca odbył gauntlet match pomiędzy Bronem Breakkerem, CM Punkiem, Jeyem Uso, LA Knightem i Pentą, którego zwycięzca zmierzy się z Guntherem o World Heavyweight Championship na SummerSlam. Gauntlet został wygrany przez Punka.

#### Pojedynek o Women’s World Championship
Podczas Evolution, Naomi ze SmackDown wykorzystała swój kontrakt Money in the Bank podczas pojedynku pomiędzy mistrzynią Iyo Sky i Rheą Ripley, przekształcając go w triple threat match, aby wygrać Women’s World Championship; Naomi została następnie przeniesiona na Raw. Podczas świętowania Naomi na Raw następnej nocy, zarówno Sky, jak i Ripley przerwały, chcąc kolejnej walki o tytuł. Generalny Menadżer Raw Adam Pearce ogłosił wtedy, że Naomi będzie bronić tytułu mistrzowskiego zarówno przeciwko Ripley, jak i Sky w triple threat matchu na SummerSlam.

#### Pojedynek o WWE Women’s Intercontinental Championship
Podczas Evolution, Becky Lynch pokonała Bayley i Lyrę Valkyrię, aby zachować WWE Women’s Intercontinental Championship. Następnej nocy na Raw zaplanowano two out of three falls match między Bayley i Valkyrią, a zwyciężczyni otrzyma kolejną walkę o tytuł z Lynch na SummerSlam. Walka została wygrana przez Valkyrię. W następnym odcinku Lynch zaproponował, aby walka była Last Chance matchem, w którym Valkyria nigdy nie będzie w stanie ponownie rzucić wyzwania na tytuł, dopóki Lynch będzie mistrzynią, to samo postanowienie z Money in the Bank, w którym Lynch pokonała Valkyrię, aby wygrać tytuł. Valkyria zgodziła się, ale dodała, że walka powinna być No Disqualification, No Countout matchem, aby zagwarantować zwycięzcę, na co Lynch się zgodziła.

#### Pojedynek o WWE Women’s Tag Team Championship
Po nieudanej próbie zdobycia WWE Women’s Championship na WrestleManii 41, do Charlotte Flair zwróciła się była rywalka Alexa Bliss, która zasugerowała, by obie utworzyły tag team, przy czym Flair kilkakrotnie odmawiała. W końcu jednak Flair się zgodziła. Na Evolution, Bliss i Flair były częścią fatal 4-way tag team matchu o WWE Women’s Tag Team Championship, w którym mistrzynie The Judgment Day (Raquel Rodriguez i Roxanne Perez) zachowały tytuł, chociaż ani Bliss, ani Flair nie zostały przypięte. W następnym odcinku SmackDown, Flair ogłosiła, że po rozmowie z Generalnym Menadżerem Raw Adamem Pearcem, który tej nocy zastępował Generalnego Menadżera SmackDown Nicka Aldisa, ona i Bliss zmierzą się z Rodriguez i Perez o tytuł na SummerSlam.

#### Pojedynek o WWE United States Championship
Na Night of Champions, Solo Sikoa pokonał Jacoba Fatu, aby wygrać WWE United States Championship po ingerencji JC Mateo, powracającego Tonga Loa i debiutującego Talla Tongi. Na odcinku SmackDown z 4 lipca, Fatu i Jimmy Uso pokonali Mateo i Sikoa w tag team matchu, a Fatu przypiął Sikoa. Po walce Fatu nadal atakował Sikoa, jednak Fatu został przeważony liczebnie przez grupę Sikoa, która zaatakowała Fatu i rzuciła go w stół komentatorski. Dwa tygodnie później, Fatu został zabrany przez policję po rzekomym udziale w wypadku samochodowym z udziałem grupy Sikoa (kayfabe), jednak później tej nocy Fatu powrócił i wraz z Uso obaj zaatakowali grupę Sikoa. Po sprzeczce Generalny Menadżer Raw Adam Pearce, który tej nocy zastępował Generalnego Menadżera SmackDown Nicka Aldisa, ogłosił, że Sikoa będzie bronił mistrzostwa przeciwko Fatu w Steel Cage matchu na SummerSlam, a Sikoa został zabrany przez policję (kayfabe) po rzekomym sfingowaniu wypadku samochodowego.

#### Pojedynek o WWE Intercontinental Championship
Na Night of Champions, Dominik Mysterio miał bronić WWE Intercontinental Championship przeciwko AJ Stylesowi, jednak w wyniku kontuzji odniesionej przez Mysterio walka została przełożona. W następnych tygodniach, Mysterio nadal unikał walki ze Stylesem, twierdząc, że nie został dopuszczony do walki z medycznego punktu widzenia. Jednak w odcinku Raw z 14 lipca, Generalny Menadżer Raw Adam Pearce ogłosił, że w następnym odcinku Mysterio zostanie ponownie oceniony przez zespół medyczny, a jeśli Mysterio zostanie dopuszczony do rywalizacji, będzie bronił mistrzostwa przeciwko Stylesowi na SummerSlam. Tam, po tym, jak Mysterio nieustannie unikał ponownej oceny, Pearce stwierdził, że jeśli Mysterio nie zostanie ponownie oceniony, zostanie pozbawiony swojego Intercontinental Championship. Później Mysterio zaatakował Stylesa, zanim ogłosił, że został medycznie dopuszczony do rywalizacji, potwierdzając, że będzie bronił mistrzostwa przeciwko Stylesowi na SummerSlam.

#### Roman Reigns i Jey Uso vs. Bron Breakker i Bronson Reed
W walce wieczoru pierwszej nocy WrestleManii 41, specjalny doradca Romana Reignsa, Paul Heyman, towarzyszył swojemu byłemu klientowi CM Punkowi na ringu w ramach przysługi za współpracę Punka z Reignsem na Survivor Series: WarGames w listopadzie 2024 roku, ku wielkiemu przerażeniu Reignsa. Jednak Heyman zdradził zarówno Reignsa, jak i Punka, stając po stronie Setha Rollinsa i pomagając Rollinsowi w wygraniu walki. Dwa dni później na Raw, Bron Breakker został dodany do sojuszu Rollinsa atakującego Reignsa, a następnie zrobił sobie przerwę w ciągu następnych kilku miesięcy, podczas której Bronson Reed został również dodany do sojuszu Rollinsa. Rollins doznał jednak kontuzji kolana podczas Saturday Night’s Main Event XL 12 lipca. W odcinku Raw z 14 lipca, Breakker i Reed zaatakowali Punka i kuzyna Reignsa Jeya Uso po ich gauntlet matchu, jednak Reigns powrócił z przerwy i zaatakował Reeda i Breakkera. W następnym tygodniu, Reigns zganił Heymana za jego zdradę, tylko po to, by zostać zaatakowanym przez Breakkera i Reeda. Jednak Uso pojawił się i pomógł Reignsowi. W wiadomości wideo opublikowanej na X w dniu 22 lipca, Reigns zaproponował tag team match pomiędzy sobą i Uso przeciwko Breakkerowi i Reedowi na SummerSlam. Uso następnie zaakceptował i walka stała się oficjalna.

#### Sami Zayn vs. Karrion Kross
Od początku 2025 roku, Karrion Kross prowadził gierki umysłowe z Samim Zaynem. Doszło do tego na Night of Champions, gdzie Zayn pokonał Krossa. W następnym odcinku Raw, Kross zaatakował Zayna rurą, co kosztowało Zayna tag team match później tej nocy. W następnym tygodniu, Kross dalej celował w Zayna i próbował ponownie uderzyć Zayna rurą, jednak został powstrzymany przez Generalnego Menadżera Raw Adama Pearce’a i niektórych pracowników WWE. To z kolei kosztowało Zayna kolejną walkę. Kross następnie pokonał Zayna w odcinku z 21 lipca po ponownym uderzeniu Zayna rurą. 25 lipca podczas wydarzenia ujawniającego kartę SummerSlam ogłoszono, że będą mieli rewanż na SummerSlam. Na ostatnim Raw przed SummerSlam obaj zgodzili się, że jeśli Kross wygra, Zayn będzie musiał przyznać, że Kross miał rację co do Zayna, ale jeśli Zayn wygra, Kross będzie musiał przyznać, że mylił się co do Zayna.

#### Pojedynek o WWE Tag Team Championship
W odcinku SmackDown z 23 maja, The Wyatt Sicks (Uncle Howdy, Dexter Lumis, Erick Rowan, Joe Gacy i Nikki Cross) niespodziewanie powrócili po przerwie od grudnia 2024 roku, atakując zarówno Fraxiom (Axiom i Nathan Frazer), jak i WWE Tag Team Championów The Street Profits (Angelo Dawkins and Montez Ford) podczas ich obrony mistrzostw, kończąc walkę bez rezultatu. W następnym tygodniu, The Wyatt Sicks kontynuowali atak na dywizję tag team, ponownie atakując Fraxioma i The Street Profits, a także Motor City Machine Guns (Alex Shelley and Chris Sabin) i #DIY (Johnny Gargano i Tommaso Ciampa). Następnie Lumis i Gacy pokonali Motor City Machine Guns w odcinku z 13 czerwca, i przystąpili do walki o tytuł dwa tygodnie później, który zakończył się bez rezultatu po ingerencji wyżej wymienionych drużyn. W odcinku z 4 lipca, The Wyatt Sicks pokonali Forda, Gargano, Sabina i Berto w eight-man tag team matchu, zdobywając kolejnyą walkę o mistrzostwo w następnym tygodniu, gdzie Lumis i Gacy pokonali The Street Profits, aby zdobyć tytuł, ku przerażeniu innych drużyn, które chciały zapobiec zdobyciu tytułów przez The Wyatt Sicks. W następnym tygodniu, nowo utworzony zespół tag team Andrade i Rey Fenix pokonał #DIY, Motor City Machine Guns i Fraxiom, aby stać się pretendentami numer jeden do tytułów tag team w następnym tygodniu, gdzie walka zakończyła się bez rezultatu po tym, jak Cross wyciągnęła sędziego z ringu podczas przypięcia. Po bójce między wszystkimi wyżej wymienionymi drużynami, Generalny Menadżer SmackDown Nick Aldis ogłosił, że The Wyatt Sicks będą bronić tytułów przeciwko pięciu innym drużynom w Six-Pack Tables, Ladders and Chairs matchu na SummerSlam.

## Wyniki walk
| Nr                                 | Wyniki | Stypulacje | Czas  |
| ---------------------------------- | --- | --- | ----- |
| 1                                  | Roman Reigns i Jey Uso pokonał Brona Breakkera i Bronsona Reeda (z Paulem Heymanem) poprzez pinfall            | Tag team match | 21:10 |
| 2                                  | Charlotte Flair i Alexa Bliss pokonały The Judgment Day (Raquel Rodriguez i Roxanne Perez) (c) poprzez pinfall | Tag team match o WWE Women’s Tag Team Championship | 13:30 |
| 3                                  | Sami Zayn pokonał Karriona Krossa (ze Scarlett) poprzez pinfall                                                | Singles match Odkąd Zayn wygrał, Kross musiał przyznać, że mylił się co do Zayna. Gdyby Kross wygrał, Zayn musiałby przyznać, że Kross miał rację, że Zayn nie był dobrym człowiekiem. | 8:10  |
| 4                                  | Tiffany Stratton (c) pokonała Jade Cargill poprzez pinfall                                                     | Singles match o WWE Women’s Championship | 7:05  |
| 5                                  | Drew McIntyre i Logan Paul pokonali Randy’ego Ortona i Jelly’ego Rolla poprzez pinfall                         | Tag team match | 17:10 |
| 6                                  | CM Punk pokonał Gunthera (c) poprzez pinfall                                                                   | Singles match o World Heavyweight Championship | 30:20 |
| 7                                  | Seth Rollins (z Paulem Heymanem) pokonał CM Punka (c) poprzez pinfall                                          | Singles match o World Heavyweight Championship Rollins wykorzystał swój kontrakt Money in the Bank.                                                                                    | 0:10  |
| (c) – mistrz/mistrzyni przed walką | | |       |

| Nr                                 | Wyniki | Stypulacje | Czas  |
| ---------------------------------- | --- | --- | ----- |
| 1                                  | Naomi (c) pokonała Rheę Ripley i Iyo Sky poprzez pinfall | Triple threat match o Women’s World Championship | 16:20 |
| 2                                  | The Wyatt Sicks (Dexter Lumis i Joe Gacy) (c) pokonali Andrade i Reya Fénixa, #DIY (Johnny’ego Gargano i Tommaso Ciampę), Fraxiom (Axioma i Nathana Frazera), Motor City Machine Guns (Alexa Shelleya i Chrisa Sabina) oraz The Street Profits (Angelo Dawkinsa i Monteza Forda) poprzez sciągnięcie pasów mistrzowskich | Six-Pack Tables, Ladders and Chairs match o WWE Tag Team Championship | 16:00 |
| 3                                  | Becky Lynch (c) pokonała Lyrę Valkyrię poprzez pinfall | No Disqualification, No Countout Last Chance match o WWE Women’s Intercontinental Championship Odkąd Lynch wygrała, Valkyria nie będzie mogła walczyć o tytuł tak długo, jak Lynch jest mistrzynią. | 25:05 |
| 4                                  | Solo Sikoa (c) pokonał Jacoba Fatu uciekając z klatki | Steel Cage match o WWE United States Championship | 12:40 |
| 5                                  | Dominik Mysterio (c) pokonał AJ Stylesa poprzez pinfall | Singles match o WWE Intercontinental Championship | 10:45 |
| 6                                  | Cody Rhodes pokonał Johna Cenę (c) poprzez pinfall | Street Fight o Undisputed WWE Championship | 37:45 |
| (c) – mistrz/mistrzyni przed walką | | |       |